# Garcirrey
Garcirrey es un municipio y localidad española de la provincia de Salamanca, en la comunidad autónoma de Castilla y León. Se integra dentro de la comarca del Campo de Salamanca (Campo Charro). Pertenece al partido judicial de Salamanca.
Su término municipal está formado por las entidades de población de Alcornocal, Ardonsillero, Berrocalejo, Casasola de la Encomienda, Garcirrey, Moral de Castro, Valdelama, Vilvís y Villarejo, esta última despoblada, ocupa una superficie total de 84,25 km² y según los datos demográficos recogidos en el padrón municipal elaborado por el INE en el año 2017, cuenta con una población de 69 habitantes.

## Historia
Su fundación parece remontarse al inicio del siglo X, ya que su denominación inicial García Rey apuntaría a la fundación de la localidad por parte del rey de León García I, cuyo reinado se prolongó del 910 al 914. Posteriormente, una vez creado el Alfoz de Ledesma por Fernando II de León, la localidad de García Rey quedó encuadrada en la misma, siendo cabeza de una de las "rodas" en que se organizó la tierra ledesmina. Con la creación de las actuales provincias en 1833, Garcirrey quedó encuadrado en la provincia de Salamanca, dentro de la Región Leonesa.

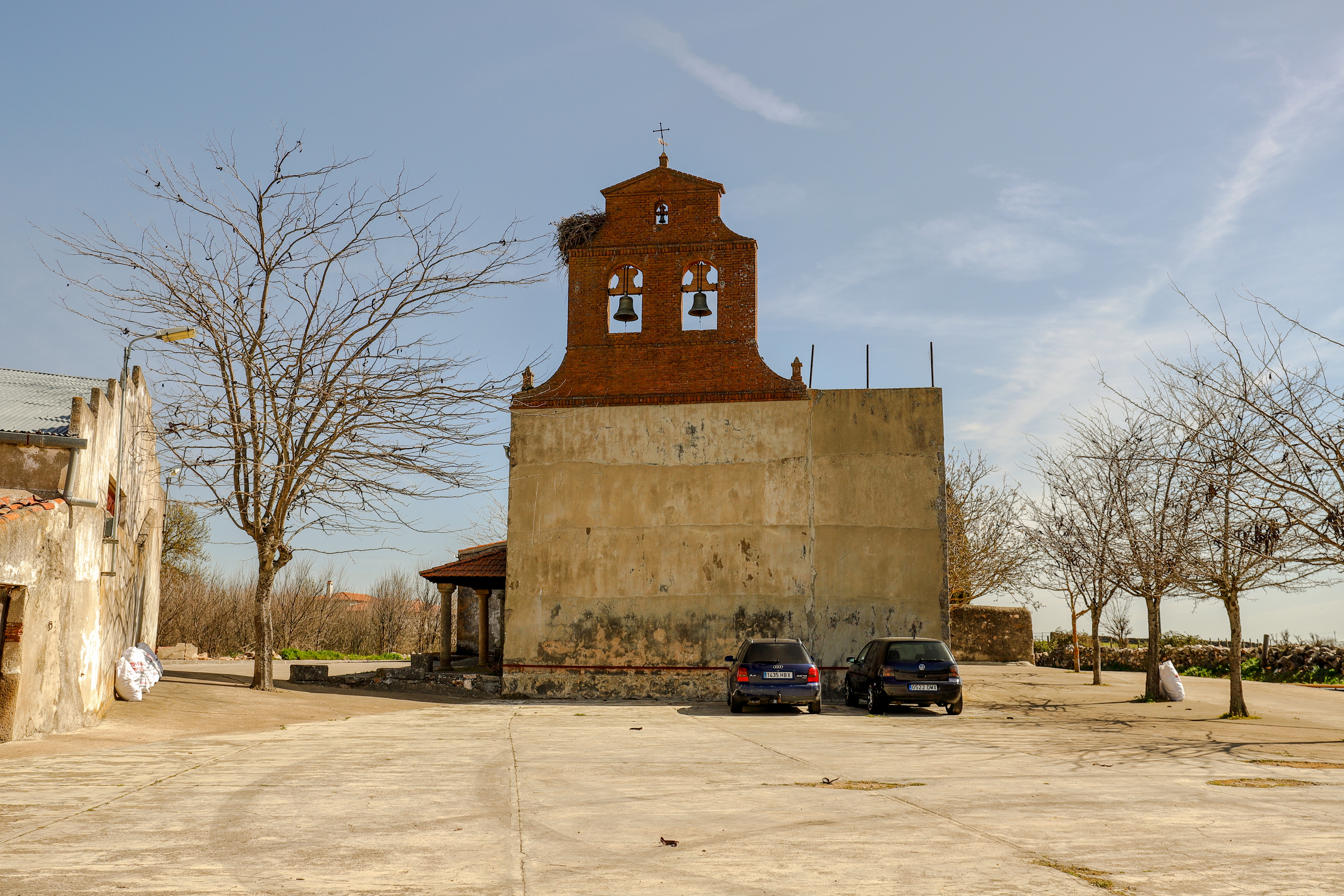
Iglesia y frontón

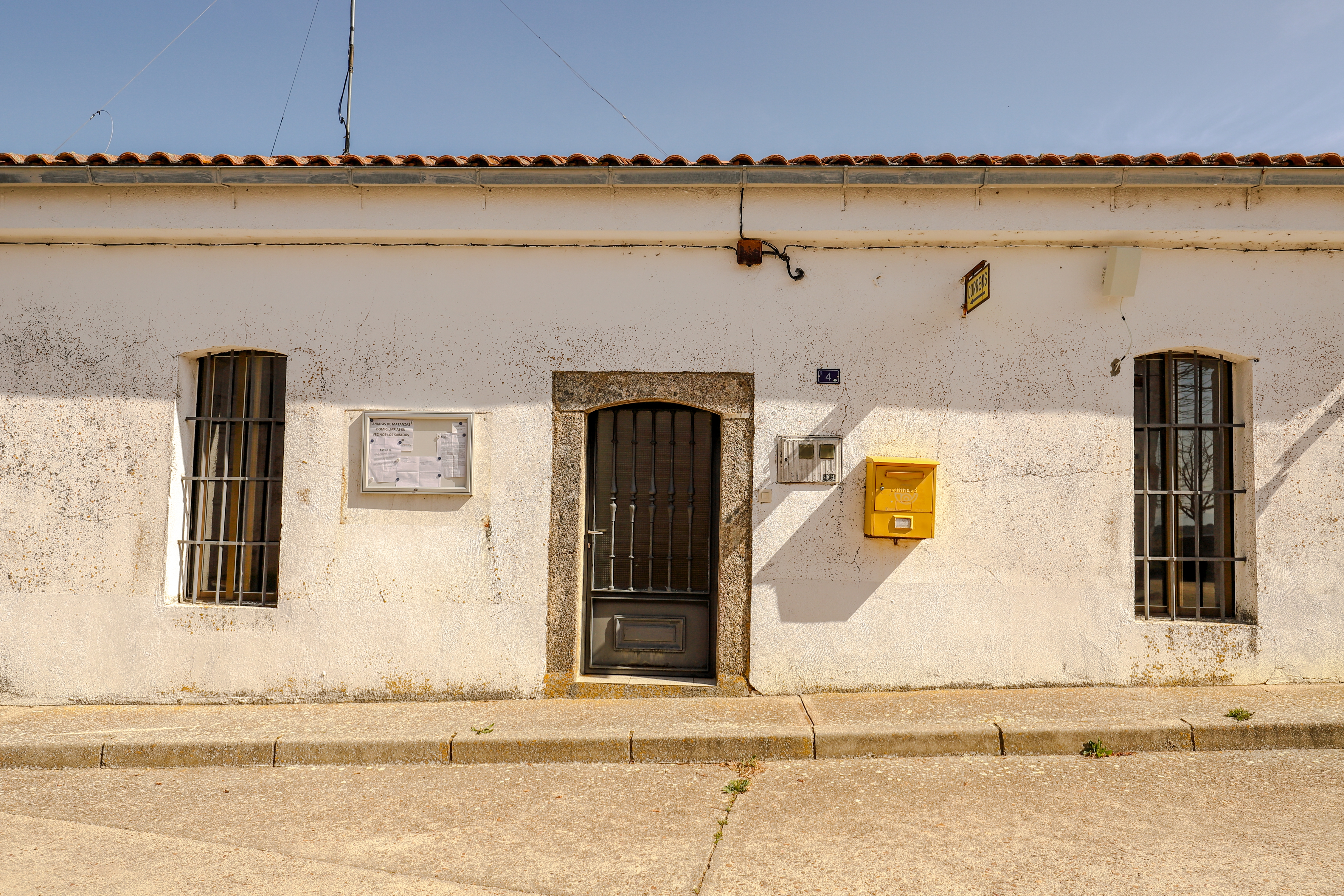
Ayuntamiento

## Demografía
Garcirrey cuenta con una población de 55 habitantes (INE 2024).
| Gráfica de evolución demográfica de Garcirrey entre 1842 y 2021 |
| |
| Población de derecho según los censos de población del INE Población de hecho según los censos de población del INEEn este censo se denominaba Garcirey: 1842 Entre el censo de 1910 y el anterior, crece el término del municipio porque incorpora a 37502 (Casasola de la Encomienda) |

| Gráfica de evolución demográfica de la localidad de Garcirrey (sin pedanías) entre 2001 y 2021 |
|                                                                                                |

### Núcleos de población
El municipio se divide en varios núcleos de población, que poseían la siguiente población en 2021 según el INE.
| Núcleo de población       | Población |
| ------------------------- | --------- |
| Casasola de la Encomienda | 18        |
| Garcirrey                 | 15        |
| Ardonsillero              | 11        |
| Moral de Castro           | 5         |
| Vilvis                    | 5         |
| Berrocalejo               | 3         |
| Alcornocal                | 1         |
| Valdelama                 | 0         |
| Villarejo                 | 0         |

## Administración y política
| Partido político                              | 2019  | 2019  | 2019       | 2015  | 2015  | 2015       | 2011  | 2011  | 2011       | 2007  | 2007  | 2007       | 2003  | 2003  | 2003       |
| Partido político                              | %     | Votos | Concejales | %     | Votos | Concejales | %     | Votos | Concejales | %     | Votos | Concejales | %     | Votos | Concejales |
| Partido Popular (PP)                          | 78,00 | 39    | 3          | 75,44 | 43    | 3          | 68,42 | 39    | 3          | 87,50 | 56    | 1          | 73,02 | 46    | 5          |
| Partido Socialista Obrero Español (PSOE)      | 6,00  | 3     | 0          | 1,75  | 1     | 0          | 10,53 | 6     | 0          | 7,81  | 5     | 0          | 7,94  | 5     | 0          |
| Unidad Regionalista de Castilla y León (URCL) | —     | —     | —          | —     | —     | —          | —     | —     | —          | —     | —     | —          | 1,59  | 1     | 0          |